# Linwu
Linwu är ett härad som lyder under Chenzhous stad på prefekturnivå i Hunan-provinsen i sydöstra Kina.